# Betsy Brandt
Betsy Ann Brandt (Bay City, 14 marzo 1973) è un'attrice statunitense.
È conosciuta principalmente per il ruolo di Marie Schrader nella serie televisiva della AMC Breaking Bad.

## Biografia
Nata a Bay City in Michigan, frequentò l'Università dell'Illinois a Urbana-Champaign, dove ottenne il suo BFA in recitazione. Durante la sua carriera scolastica frequentò anche l'Università di Harvard presso il Moscow Art Theatre Institute ed anche il Royal Conservatoire of Scotland di Glasgow.
L'attrice è sposata e ha due figli; vive a Los Angeles con la sua famiglia.

## Carriera
Prima di iniziare a recitare in film e serie televisive Brandt era un'attrice teatrale. Recitò in molte produzioni teatrali come Molto rumore per nulla con l'Arizona Theatre Company, Control+Alt+Delete con il San Jose Repertory Theatre e The Language Archive con la South Coast Repertory.
Nel 2001, dopo essere già apparsa in due cortometraggi, partecipa per la prima volta ad un lungometraggio, Memphis Bound... and Gagged diretto da Tamar Halpern. Sempre nello stesso anno inoltre partecipa come guest star ad un episodio della serie televisiva Giudice Amy. Da quel momento in poi iniziò ad apparire il numerose produzioni televisiva spesso come guest star. La si può vedere in serie come Senza traccia, E.R. - Medici in prima linea, NCIS - Unità anticrimine, Close to Home - Giustizia ad ogni costo, CSI - Scena del crimine, No Ordinary Family e Private Practice.
Nel 2008 ottiene il ruolo per cui è maggiormente conosciuta dal grande pubblico, ossia quello di Marie Schrader nella serie televisiva Breaking Bad. Nel 2013 interpreta la moglie del personaggio di Michael J. Fox nella sitcom The Michael J. Fox Show.

## Filmografia

### Cinema
- Confidence, regia di Casey P. Chinn – cortometraggio (1998)
- The Red Boot Diaries, regia di Casey P. Chinn e Brett W. Nemeroff – cortometraggio (2001)
- Memphis Bound... and Gagged, regia di Tamar Halpern (2001)
- Shelf Life, regia di Tamar Halpern (2005)
- All Features Great and Small, regia di Casey P. Chinn – cortometraggio (2005)
- John Wang's Nebraska, regia di Tamar Halpern – cortometraggio (2006)
- Magic Mike, regia di Steven Soderbergh (2012)
- The Professor, regia di William Gerrard e Anya Meksin – cortometraggio (2013)
- Le mamme della sposa (Mothers of the Bride), regia di Sam Irvin (2015)
- Claire in Motion, regia di Annie J. Howell e Lisa Robinson (2016)
- Between Us, regia di Rafael Palacio Illingworth (2016)
- Landline, regia di Matthew Aaron (2017)
- Quest, regia di Santiago Rizzo (2017)
- Anywhere with You, regia di Marco La Via e Hanna Ladoul (2018)
- Straight Up, regia di James Sweeney (2019)
- Run Sweetheart Run, regia di Shana Feste (2020)
- Killing Eleanor, regia di Rich Newey (2020)

### Televisione
- Giudice Amy (Judging Amy) – serie TV, episodio 3x07 (2001)
- JAG - Avvocati in divisa (JAG) – serie TV, episodio 8x02 (2002)
- The Guardian – serie TV, episodio 2x17 (2003)
- Senza traccia (Without a Trace) – serie TV, episodi 1x22-1x23 (2003)
- E.R. - Medici in prima linea (ER) – serie TV, 10x07 (2003)
- The Practice - Professione avvocati (The Practice) – serie TV, episodio 8x22 (2004)
- NCIS - Unità anticrimine (NCIS) – serie TV, episodio 2x02 (2004)
- Hallmark Hall of Fame – serie TV, episodio 54x01 (2004)
- Medical Investigation – serie TV, episodio 1x14 (2005)
- Close to Home - Giustizia ad ogni costo (Close to Home) – serie TV, episodio 1x15 (2006)
- CSI - Scena del crimine (CSI: Crime Scene Investigation) – serie TV, episodio 7x06 (2006)
- Side Order of Life – serie TV, episodio 1x11 (2007)
- Boston Legal – serie TV, episodio 4x05 (2007)
- Breaking Bad - serie TV, 51 episodi (2008-2013)
- Miami Medical – serie TV, episodio 1x13 (2010)
- The Whole Truth – serie TV, episodio 1x02 (2010)
- No Ordinary Family – serie TV, episodio 1x14 (2011)
- Private Practice – serie TV, episodio 5x01 (2011)
- Fairly Legal – serie TV, episodio 2x10 (2012)
- Parenthood – serie TV, 7 episodi (2012-2014)
- The Michael J. Fox Show – serie TV, 22 episodi (2013-2014)
- Masters of Sex – serie TV, 7 episodi (2014)
- Life in Pieces – serie TV, 79 episodi (2015-2019)
- Pearson – serie TV, 6 episodi (2019)
- The Unicorn – serie TV, 5 episodi (2019-2021)
- A Million Little Things – serie TV, episodio 2x19 (2020)
- Soulmates – serie TV, episodio 1x06 (2020)
- Love, Victor – serie TV, 6 episodi (2021-2022)
- Better Call Saul – serie TV, episodio 6x13 (2022)
- Saint X – miniserie TV, 8 puntate (2023)

## Doppiatrici italiane
Nelle versioni in italiano delle opere in cui ha recitato, Betsy Brandt è stata doppiata da:
- Francesca Fiorentini in Breaking Bad, Body of Proof, Soulmates, Love, Victor, Better Call Saul, Law & Order - Unità vittime speciali
- Alessandra Cassioli in Medical Investigation, Magic Mike
- Anna Cugini in Life in Pieces, Saint X
- Daniela Calò in CSI - Scena del crimine
- Antonella Baldini in Private Practice
- Roberta Pellini in Parenthood